# Chladniho obrazce

Příklady Chladniho obrazců na čtvercové desce, z jeho knihy Akustika

Chladniho obrazce jsou obrazce, které vznikají na tenké vibrující desce (obvykle z kovu), na které je jemný písek či podobný materiál. Vznikají a mění se podle velikosti desky, tvaru desky, frekvence a vibrací.
Obrazce se začnou vytvářet, když je deska vystavená vibracím. Můžeme je způsobit tím, že budeme na desku z boku „hrát“ smyčcem. V důsledku vlastní rezonance pak začne deska kmitat. Písek je odhazovaný a přesouvá se na místa, na kterých se nevyskytují žádné kmity a vibrace. Takto se znázorní hraniční linie stojících vln, které se vytvářejí na desce.

## Historie
Chladniho obrazce jsou pojmenované po Ernestovi Chladnim, který je uveřejnil v roce 1787 ve spise Objevy v teorii zvuku, v kterém obrazce popsal a dokonce napsal i způsob, jak je vytvořit.
Lidé byli těmito obrazci tak fascinováni, že Chladni si mohl vydělávat na obživu svými vystoupeními jako učitel a předvaděč.[zdroj?] Napoleon Bonaparte o něm prohlásil: „Tento muž zviditelnil tóny“.[zdroj?]

## Využití
Na těchto poznatcích zkonstruoval americký učenec Holbrook Curtis takzvaný tonograf, s kterým tyto obrazce mohl fotograficky zachytit. Aparát se skládal z kovové trubky, která byla ohnutá směrem nahoru, stejně jako roh buvola, a nahoře měla zvukový trychtýř, na kterým byla napnutá membrána. Na něj byla nanesená jemná směs soli a práškového smirku, která byla rozprostřená na velikost koruny. Když zevnitř kovové trubky zazněly tóny, vytvořila prášková směs Chladniho obrazce, které se s pomocí nejnovějších fotografických metod daly zachytit.
Při konstrukci hudebních nástrojů se tato metoda dnes používá jen zřídka.[zdroj?]